# 罗斯兰陨石坑
罗斯兰陨石坑(Rosseland)是月球背面南半球一座古老的大撞击坑，约形成于酒海纪，其名称取自挪威天体物理学家斯韦恩·罗瑟兰(1894年-1985年)，1994年被国际天文学联合会正式批准接受。

## 描述
该陨坑的西北毗邻科布伦茨陨石坑、东北偏北靠近厄缶环形山、洛希环形山位于它的东面、西南坐落着卡弗环形山，该陨坑的中心月面坐标为40°49′S 130°41′E / 40.82°S 130.68°E，直径67.7公里，深度为2.8公里。

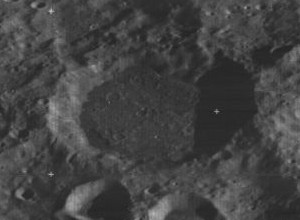
月球轨道器3号拍摄的南向斜视图

罗斯兰陨石坑坐落在比它更大的卫星坑-"罗斯兰 V"的南侧壁上，外观接近圆状，因存续期长而被严重侵蚀。陨坑外侧壁已磨损、内侧壁宽窄不匀。坑壁高出周边地形1320米，内部容积约有5100公里3。碗状的坑底较为平坦，环内侧坡底分布着一些较小的低反照率区域。

## 另请参阅
- 小行星1646 罗斯兰